# Orthonama nitida
Orthonama nitida är en fjärilsart som beskrevs av W. Warren 1905. Orthonama nitida ingår i släktet Orthonama och familjen mätare. Inga underarter finns listade i Catalogue of Life.